# Manatsu no Tobira
«Manatsu no Tobira» es el segundo sencillo de la banda japonesa GLAY. Salió a la venta el 15 de junio de 1994.

## Canciones
1. «Manatsu no Tobira»
2. Life ~Touii Sora no Shita de~